# 莊培因
莊培因（1723年—1759年），字本淳，江苏武进人，乾隆朝狀元。雍正朝狀元彭啟豐的女婿。

## 生平
乾隆十年榜眼莊存與之弟。乾隆六年（1741年）莊培因以舉人身分考授中書，入軍機房辦事。乾隆十九年（1754年）甲戌科狀元（同期進士有紀曉嵐）授修撰，充日講起居注官，授侍講學士。乾隆二十三年（1759年）官福建學政。同年奔父喪回鄉，不久因悲傷過度去世。著《虛一齋集》。

## 轶闻
莊培因少負才華。館課《夏雲多奇峰》有「天際落芙蓉」句，頗自得意。不久卒。
傳聞莊培因好男色。曾寵幸男優方俊官。